# Don Ellis
Don Ellis   (Los Angeles, 25 de juliol de 1934 - Hollywood, 17 de desembre de 1978) fou un trompetista, compositor i director d’orquestra estatunidenc de jazz experimental. Reconegut per l’ús de compassos irregulars i instruments electrificats, va innovar amb dispositius electrònics i una trompeta modificada per tocar quarts de to.
Va estudiar composició a la Universitat de Boston i va tocar amb Ray McKinley, Charlie Barnet, Maynard Ferguson i George Russell abans de formar el seu quartet el 1962. Dos anys després va crear una big band amb la qual explorà mètriques poc habituals i combinacions instrumentals singulars. També va col·laborar amb la New York Philharmonic i la National Symphony Orchestra, i participà en el Hindustani Jazz Sextet amb Haru Har Rao.
Va dirigir una orquestra al Festival de Jazz de Berlín (1968) i va compondre música per a televisió i cinema; el seu arranjament del tema principal de The French Connection guanyà un Premi Grammy el 1973. Després d’un infart el 1975, reprengué la seva carrera fins a morir el 1978 d’aturada cardíaca.

## Discografia
La discografia inclou enregistraments com a líder i col·laboracions amb músics i orquestres de jazz.

### Com a líder
- How Time Passes (1960, amb Byard)
- New Ideas (1961)
- Out of Nowhere (1961)
- Essence (1962)
- Don Ellis and the Karolak Trio (1962)
- Don Ellis at Monterey (1966)
- Live in 3 2/3 4 Time (1966)
- Electric Bath (1967)
- Autumn (1968)
- Shock Treatment (1968)
- New Don Ellis Band Goes Underground (1969)
- Don Ellis at Fillmore (1970)
- Tears of Joy (1971)
- Connection (1972)
- Haiku (1973)
- Soaring (1974)
- Live at Montreux (1977)
- Music from Other Galaxies and Planets (1977)
- Music for Big Band and Symphony Orchestra

### Com a col·laborador
- Charles Mingus: Nostalgia in Times Square (1959; versió íntegra de Mingus Dynasty amb solo de trompeta d’Ellis)
- Maynard Ferguson: A Message from Birdland (1959), MF Plays Jazz for Dancing (1959), Newport Suite (1960)
- George Russell: Ezz-thetics (1961), The Stratus Seekers (1962), The Outer View (1962)
- Eric Dolphy: Vintage Dolphy (1963)
- Frank Zappa and the Mothers of Invention: Absolutely Free (1967; Ellis en una peça)
- Al Kooper: I Stand Alone (1968; amb l’orquestra de Don Ellis a “Coloured Rain”)
- Leonard Bernstein: Conducts Music for Our Time (inclou Improvisations for Orchestra and Jazz Soloists de Larry Austin, amb Ellis; enregistrat el 13 de gener de 1964 a Philharmonic Hall, actual Avery Fisher Hall, Lincoln Center, Nova York)
- Red Mitchell: “Where’s Don Ellis Now?” a Simple Isn’t Easy, paròdia de l’estil d’Ellis